# Championnat de Russie de football de troisième division 2009
Navigation
Édition précédente Édition suivante
La saison 2009 de Vtoroï Divizion est la dix-huitième édition de la troisième division russe. Elle prend place du 5 avril au 9 novembre 2009.
Quatre-vingt-un clubs du pays sont divisés en cinq zones géographiques (Centre, Est, Ouest, Oural-Povoljié, Sud) contenant entre dix et dix-neuf équipes chacune, où ils s'affrontent deux à trois fois, à domicile et à l'extérieur. En fin de saison, le dernier de chaque zone est relégué en quatrième division, tandis que le vainqueur de chaque zone est directement promu en deuxième division.

## Compétition

### Règlement
Le classement est établi sur le barème de points suivant : trois points pour une victoire, un pour un match nul et aucun pour une défaite. Pour départager les équipes à égalité de points, les critères suivants sont utilisés :
1. Nombre de matchs gagnés
2. Confrontations directes (points, matchs gagnés, différence de buts, buts marqués, buts marqués à l'extérieur)
3. Différence de buts générale
4. Buts marqués (général)
5. Buts marqués à l'extérieur (général)

### Zone Centre

#### Participants
Légende des couleurs
- Relégué de deuxième division
- Promu de quatrième division

| Club                           | D3 depuis | Classement 2008     |
| ------------------------------ | --------- | ------------------- |
| Dinamo Briansk                 | 2009      | 21 (D2)             |
| Avangard Koursk                | 2008      | 2                   |
| FK Goubkine                    | 2006      | 4                   |
| Zvezda Serpoukhov              | 2006      | 5                   |
| FK Riazan                      | 2000      | 8                   |
| FK Ielets                      | 2000      | 9                   |
| Lokomotiv Liski                | 2005      | 11                  |
| Spartak Tambov                 | 1997      | 12                  |
| Rousitchi Orel                 | 2008      | 13                  |
| Zodiak-Oskol Stary Oskol       | 2008      | 14                  |
| Saturn-2 Joukovski             | 1998      | 15                  |
| Znamia Trouda Orekhovo-Zouïevo | 2007      | 16                  |
| Nika Moscou                    | 2005      | 17                  |
| Dniepr Smolensk                | 2009      | 3 (D4, Tchernozem)  |
| Avangard Podolsk               | 2009      | 4 (D4, Podmoskovié) |
| FSA Voronej                    | 2009      | Fondation           |
| Fakel-Voronej Voronej          | 2009      | Fondation           |

#### Classement
| Rang | Équipe                         | Pts | J  | G  | N  | P  | Bp | Bc | Diff |
| ---- | ------------------------------ | --- | -- | -- | -- | -- | -- | -- | ---- |
| 1    | Avangard Koursk                | 73  | 32 | 24 | 1  | 7  | 68 | 23 | +45  |
| 2    | Dinamo Briansk R               | 69  | 32 | 20 | 9  | 3  | 57 | 22 | +35  |
| 3    | Avangard Podolsk P             | 67  | 32 | 21 | 4  | 7  | 50 | 17 | +33  |
| 4    | FK Goubkine                    | 58  | 32 | 18 | 4  | 10 | 51 | 29 | +22  |
| 5    | Zodiak-Oskol Stary Oskol       | 56  | 32 | 17 | 5  | 10 | 51 | 41 | +10  |
| 6    | Lokomotiv Liski                | 56  | 32 | 16 | 8  | 8  | 43 | 21 | +22  |
| 7    | Rousitchi Orel                 | 51  | 32 | 15 | 6  | 11 | 48 | 36 | +12  |
| 8    | FK Riazan                      | 45  | 32 | 13 | 6  | 13 | 39 | 34 | +5   |
| 9    | Spartak Tambov                 | 44  | 32 | 12 | 8  | 12 | 41 | 45 | -4   |
| 10   | Zvezda Serpoukhov              | 41  | 32 | 12 | 5  | 15 | 45 | 47 | -2   |
| 11   | FSA Voronej P                  | 39  | 32 | 11 | 6  | 15 | 44 | 48 | -4   |
| 12   | Saturn-2 Joukovski             | 38  | 32 | 10 | 8  | 14 | 35 | 38 | -3   |
| 13   | Dniepr Smolensk P              | 37  | 32 | 9  | 10 | 13 | 31 | 33 | -2   |
| 14   | Znamia Trouda Orekhovo-Zouïevo | 33  | 32 | 9  | 6  | 17 | 38 | 50 | -12  |
| 15   | Fakel-Voronej Voronej P        | 31  | 32 | 9  | 4  | 19 | 26 | 55 | -29  |
| 16   | Nika Moscou                    | 17  | 32 | 4  | 5  | 23 | 20 | 86 | -66  |
| 17   | FK Ielets P                    | 9   | 32 | 2  | 3  | 27 | 8  | 70 | -62  |

Promotion en deuxième division
- 1er et 2e : promotion

Relégation en quatrième division
- 16e : relégation

- 8e, 10e et 11e : rétrogradation

- 15e et 17e : exclusion

Abréviations
- P : Promu de quatrième division
- R : Relégué de deuxième division

1. ↑  Le Dinamo Briansk prend la place de l'Alania Vladikavkaz rétrogradé de deuxième division à l'issue de la saison.
2. ↑  Le FK Riazan est rétrogradé à l'issue de la saison.
3. ↑  Le Zvezda Serpoukhov ne prend pas part à l'édition 2010 de la compétition.
4. 1 2  Le FSA Voronej et le Fakel-Voronej Voronej fusionnent à l'issue de la saison pour reformer le Fakel Voronej.
5. 1 2  Le Fakel-Voronej Voronej et le FK Ielets sont tous les deux exclus de la compétition le 21 août 2009 pour avoir tenté de soudoyer l'arbitre de la rencontre opposant les deux équipes le 18 juillet[1]. Les matchs restants des deux équipes sont comptés comme des défaites sur tapis vert sur le score de 3-0 en faveur de l'équipe adverse.

### Zone Est

#### Participants
Légende des couleurs
- Relégué de deuxième division

| Club                              | D3 depuis | Classement 2008 |
| --------------------------------- | --------- | --------------- |
| Dinamo Barnaoul                   | 2009      | 20 (D2)         |
| Metallourg-Kouzbass Novokouznetsk | 2009      | 16 (D2)         |
| Smena Komsomolsk-sur-l'Amour      | 2002      | 2               |
| Irtych Omsk                       | 1999      | 3               |
| Sibiriak Bratsk                   | 1998      | 5               |
| Metallourg Krasnoïarsk            | 2007      | 6               |
| Okean Nakhodka                    | 1997      | 7               |
| Kouzbass Kemerovo                 | 2008      | 8               |
| Amour Blagovechtchensk            | 2006      | 9               |
| Sakhaline Ioujno-Sakhalinsk       | 2007      | 10              |

#### Classement
| Rang | Équipe                              | Pts | J  | G  | N  | P  | Bp | Bc | Diff |
| ---- | ----------------------------------- | --- | -- | -- | -- | -- | -- | -- | ---- |
| 1    | Irtych Omsk                         | 57  | 27 | 17 | 6  | 4  | 49 | 20 | +29  |
| 2    | Dinamo Barnaoul R                   | 52  | 27 | 16 | 4  | 7  | 41 | 28 | +13  |
| 3    | Metallourg Krasnoïarsk              | 50  | 27 | 15 | 5  | 7  | 50 | 24 | +26  |
| 4    | Metallourg-Kouzbass Novokouznetsk R | 50  | 27 | 14 | 8  | 5  | 52 | 32 | +20  |
| 5    | Sibiriak Bratsk                     | 39  | 27 | 12 | 3  | 12 | 36 | 48 | -12  |
| 6    | Smena Komsomolsk-sur-l'Amour        | 37  | 27 | 9  | 10 | 8  | 35 | 30 | +5   |
| 7    | Sakhaline Ioujno-Sakhalinsk         | 32  | 27 | 8  | 8  | 11 | 29 | 28 | +1   |
| 8    | Kouzbass Kemerovo                   | 32  | 27 | 8  | 8  | 11 | 32 | 36 | -4   |
| 9    | Okean Nakhodka                      | 13  | 27 | 3  | 4  | 20 | 51 | 53 | -2   |
| 10   | Amour Blagovechtchensk              | 12  | 27 | 2  | 6  | 19 | 23 | 67 | -44  |

Promotion en deuxième division
- 1er : promotion

Relégation en quatrième division
- 10e : abandon

Abréviations
- R : Relégué de deuxième division

1. ↑  L'Amour Blagovechtchensk est dissous à l'issue de la vingt-deuxième journée[2]. Tous ses matchs restants sont comptabilisés comme des défaites sur tapis-vert sur le score de 3-0 en faveur de l'adversaire.

### Zone Ouest

#### Participants
Légende des couleurs
- Relégué de deuxième division
- Promu de quatrième division

| Club                                 | D3 depuis | Classement 2008 |
| ------------------------------------ | --------- | --------------- |
| Sportakademklub Moscou               | 2009      | 18 (D2)         |
| Torpedo Vladimir                     | 2001      | 2               |
| Cheksna Tcherepovets                 | 2000      | 3               |
| Spartak Kostroma                     | 1998      | 4               |
| Volga Tver                           | 2004      | 5               |
| Sever Mourmansk                      | 2008      | 6               |
| Dinamo Saint-Pétersbourg             | 2006      | 7               |
| FK Dmitrov                           | 2008      | 8               |
| Pskov-747                            | 2008      | 10              |
| Spartak Chtchiolkovo                 | 1995      | 11              |
| Zelenograd Moscou                    | 2007      | 12              |
| Volotchanine-Ratmir Vychni Volotchek | 1998      | 13              |
| Torpedo-ZIL Moscou                   | 2006      | 14              |
| FK Istra                             | 2008      | 15              |
| Dinamo Vologda                       | 1994      | 16              |
| Nara-CBFR Naro-Fominsk               | 2005      | 17              |
| Tekstilchtchik Ivanovo               | 2008      | 18              |
| Lokomotiv-2 Moscou                   | 2009      | Fondation       |
| Smena-Zénith Saint-Pétersbourg       | 2009      | Fondation       |

#### Classement
| Rang | Équipe                               | Pts | J  | G  | N  | P  | Bp | Bc | Diff |
| ---- | ------------------------------------ | --- | -- | -- | -- | -- | -- | -- | ---- |
| 1    | Dinamo Saint-Pétersbourg             | 79  | 36 | 24 | 7  | 5  | 63 | 28 | +35  |
| 2    | Torpedo Vladimir                     | 73  | 36 | 22 | 7  | 7  | 59 | 25 | +34  |
| 3    | Spartak Kostroma                     | 67  | 36 | 19 | 10 | 7  | 47 | 27 | +20  |
| 4    | FK Istra                             | 62  | 36 | 18 | 8  | 10 | 56 | 42 | +14  |
| 5    | Lokomotiv-2 Moscou P                 | 58  | 36 | 16 | 10 | 10 | 62 | 38 | +24  |
| 6    | Sever Mourmansk                      | 56  | 36 | 16 | 8  | 12 | 57 | 56 | +1   |
| 7    | Volga Tver                           | 55  | 36 | 15 | 10 | 11 | 47 | 45 | +2   |
| 8    | Dinamo Vologda                       | 53  | 36 | 14 | 11 | 11 | 52 | 40 | +12  |
| 9    | Volotchanine-Ratmir Vychni Volotchek | 52  | 36 | 12 | 16 | 8  | 52 | 38 | +14  |
| 10   | FK Dmitrov                           | 50  | 36 | 14 | 8  | 14 | 40 | 36 | +4   |
| 11   | Zelenograd Moscou                    | 48  | 36 | 13 | 9  | 14 | 44 | 43 | +1   |
| 12   | Pskov-747                            | 48  | 36 | 12 | 12 | 12 | 51 | 49 | +2   |
| 13   | Cheksna Tcherepovets                 | 46  | 36 | 11 | 13 | 12 | 44 | 45 | -1   |
| 14   | Torpedo-ZIL Moscou                   | 42  | 36 | 11 | 9  | 16 | 35 | 43 | -8   |
| 15   | Nara-CBFR Naro-Fominsk               | 42  | 36 | 10 | 12 | 14 | 47 | 55 | -8   |
| 16   | Smena-Zénith Saint-Pétersbourg P     | 39  | 36 | 10 | 9  | 17 | 36 | 52 | -16  |
| 17   | Tekstilchtchik Ivanovo               | 34  | 36 | 8  | 10 | 18 | 43 | 65 | -22  |
| 18   | Sportakademklub Moscou R             | 30  | 36 | 7  | 9  | 20 | 43 | 67 | -24  |
| 19   | Spartak Chtchiolkovo                 | 2   | 36 | 0  | 2  | 34 | 9  | 93 | -84  |

Promotion en deuxième division
- 1er : promotion

Relégation en quatrième division
- 10e et 16e : rétrogradation

- 19e : abandon

Abréviations
- P : Promu de quatrième division
- R : Relégué de deuxième division

1. ↑  Le FK Dmitrov se retire de la compétition à l'issue de la saison.
2. ↑  Le Smena-Zénith Saint-Pétersbourg est dissous à l'issue de la saison.
3. ↑  Le Spartak Chtchiolkovo est exclu de la compétition le 11 juillet 2009[3]. Tous ses matchs restants sont comptabilisés comme des défaites sur tapis-vert sur le score de 3-0 en faveur de l'adversaire.

### Zone Oural-Povoljié

#### Participants
Légende des couleurs
- Relégué de deuxième division
- Promu de quatrième division

| Club                        | D3 depuis | Classement 2008 |
| --------------------------- | --------- | --------------- |
| Volga Oulianovsk            | 2009      | 17 (D2)         |
| Gazovik Orenbourg           | 1998      | 2               |
| Gorniak Outchaly            | 2008      | 4               |
| Lada Togliatti              | 2007      | 5               |
| Khimik Dzerjinsk            | 2008      | 6               |
| FK Tcheliabinsk             | 1998      | 7               |
| Mordovia Saransk            | 2008      | 7 (Centre)      |
| FK Togliatti                | 2008      | 8               |
| Rubin-2 Kazan               | 2004      | 9               |
| FK Tioumen                  | 2006      | 10              |
| SOYOUZ-Gazprom Ijevsk       | 2005      | 11              |
| Sokol Saratov               | 2007      | 12              |
| Neftekhimik Nijnekamsk      | 2005      | 14              |
| Dinamo Kirov                | 1999      | 15              |
| Akademia Dimitrovgrad       | 2000      | 18              |
| Bachinformsviaz-Dinamo Oufa | 2009      | Fondation       |

#### Classement
| Rang | Équipe                        | Pts | J  | G  | N  | P  | Bp | Bc | Diff |
| ---- | ----------------------------- | --- | -- | -- | -- | -- | -- | -- | ---- |
| 1    | Mordovia Saransk              | 77  | 30 | 24 | 5  | 1  | 68 | 13 | +55  |
| 2    | Gorniak Outchaly              | 57  | 30 | 17 | 6  | 7  | 42 | 25 | +17  |
| 3    | SOYOUZ-Gazprom Ijevsk         | 55  | 30 | 17 | 4  | 9  | 42 | 25 | +17  |
| 4    | Volga Oulianovsk R            | 55  | 30 | 15 | 10 | 5  | 45 | 27 | +18  |
| 5    | FK Tcheliabinsk               | 53  | 30 | 15 | 8  | 7  | 49 | 18 | +31  |
| 6    | FK Tioumen                    | 53  | 30 | 15 | 8  | 7  | 54 | 32 | +22  |
| 7    | Gazovik Orenbourg             | 45  | 30 | 14 | 3  | 13 | 43 | 29 | +14  |
| 8    | Lada Togliatti                | 44  | 30 | 12 | 8  | 10 | 36 | 35 | +1   |
| 9    | Bachinformsviaz-Dinamo Oufa P | 43  | 30 | 12 | 7  | 11 | 40 | 40 | 0    |
| 10   | Khimik Dzerjinsk              | 42  | 30 | 13 | 3  | 14 | 32 | 44 | -12  |
| 11   | Sokol Saratov                 | 37  | 30 | 10 | 7  | 13 | 30 | 41 | -11  |
| 12   | FK Togliatti                  | 32  | 30 | 8  | 8  | 14 | 32 | 43 | -11  |
| 13   | Dinamo Kirov                  | 23  | 30 | 6  | 5  | 19 | 28 | 50 | -22  |
| 14   | Neftekhimik Nijnekamsk        | 21  | 30 | 5  | 6  | 19 | 32 | 72 | -40  |
| 15   | Rubin-2 Kazan                 | 17  | 30 | 3  | 8  | 19 | 20 | 53 | -33  |
| 16   | Akademia Dimitrovgrad         | 16  | 30 | 4  | 4  | 22 | 25 | 71 | -46  |

Promotion en deuxième division
- 1er : promotion

Relégation en quatrième division
- 8e et 12e : rétrogradation

Abréviations
- P : Promu de quatrième division
- R : Relégué de deuxième division

1. 1 2  Le deux clubs de Togliatti se retirent de la compétition à l'issue de la saison.

### Zone Sud

#### Participants
Légende des couleurs
- Relégué de deuxième division
- Promu de quatrième division

| Club                          | D3 depuis | Classement 2008 |
| ----------------------------- | --------- | --------------- |
| SKA Rostov                    | 2009      | 13 (D2)         |
| Machouk-KMV Piatigorsk        | 2009      | 19 (D2)         |
| Bataïsk-2007                  | 2007      | 2               |
| Jemtchoujina Sotchi           | 2008      | 6               |
| Dagdizel Kaspiisk             | 2008      | 7               |
| Kavkaztransgaz-2005 Ryzdvyany | 2006      | 8               |
| Energia Voljski               | 2007      | 9               |
| Droujba Maïkop                | 1999      | 10              |
| FK Taganrog                   | 2006      | 12              |
| Rotor Volgograd               | 2006      | 13              |
| FK Astrakhan                  | 2000      | 14              |
| Krasnodar-2000                | 2001      | 15              |
| Avtodor Vladikavkaz           | 1995      | 18              |
| FK Abinsk                     | 2009      | 1 (D4, Sud)     |
| FK Stavropol                  | 2009      | 2 (D4, Sud)     |
| Angoucht Nazran               | 2009      | 13 (D4, Sud)    |
| FK Volgograd                  | 2009      | Fondation       |
| Stavropolié-2009 Stavropol    | 2009      | Fondation       |
| Torpedo Armavir               | 2009      | Refondation     |

#### Classement
| Rang | Équipe                        | Pts | J  | G  | N  | P  | Bp | Bc | Diff |
| ---- | ----------------------------- | --- | -- | -- | -- | -- | -- | -- | ---- |
| 1    | Jemtchoujina Sotchi           | 89  | 34 | 29 | 2  | 3  | 91 | 22 | +69  |
| 2    | FK Stavropol P                | 71  | 34 | 22 | 5  | 7  | 66 | 37 | +29  |
| 3    | FK Volgograd P                | 70  | 34 | 21 | 7  | 6  | 41 | 15 | +26  |
| 4    | Torpedo Armavir P             | 63  | 34 | 19 | 6  | 9  | 54 | 32 | +22  |
| 5    | Avtodor Vladikavkaz           | 57  | 34 | 15 | 12 | 7  | 47 | 38 | +9   |
| 6    | Machouk-KMV Piatigorsk R      | 53  | 34 | 15 | 8  | 11 | 45 | 39 | +6   |
| 7    | Energia Voljski               | 48  | 34 | 12 | 12 | 10 | 41 | 33 | +8   |
| 8    | Bataïsk-2007                  | 45  | 34 | 12 | 9  | 13 | 43 | 39 | +4   |
| 9    | Krasnodar-2000                | 45  | 34 | 11 | 12 | 11 | 40 | 43 | -3   |
| 10   | FK Astrakhan                  | 43  | 34 | 11 | 10 | 13 | 36 | 39 | -3   |
| 11   | Droujba Maïkop                | 42  | 34 | 12 | 6  | 16 | 45 | 47 | -2   |
| 12   | SKA Rostov R                  | 42  | 34 | 11 | 9  | 14 | 49 | 61 | -12  |
| 13   | Stavropolié-2009 Stavropol P  | 41  | 34 | 10 | 11 | 13 | 45 | 44 | +1   |
| 14   | Dagdizel Kaspiisk             | 38  | 34 | 11 | 5  | 18 | 46 | 65 | -19  |
| 15   | Kavkaztransgaz-2005 Ryzdvyany | 33  | 34 | 10 | 3  | 21 | 28 | 54 | -26  |
| 16   | Angoucht Nazran P             | 31  | 34 | 8  | 7  | 19 | 36 | 61 | -25  |
| 17   | Rotor Volgograd ,             | 21  | 34 | 5  | 6  | 23 | 23 | 72 | -49  |
| 18   | FK Taganrog                   | 18  | 34 | 4  | 6  | 24 | 27 | 73 | -46  |
| 19   | FK Abinsk P                   | 0   | 0  | 0  | 0  | 0  | 0  | 0  | 0    |

Promotion en deuxième division
- 1er et 3e : promotion

Relégation en quatrième division
- 2e et 13e : rétrogradation

- 17e et 19e : abandon

Abréviations
- P : Promu de quatrième division
- R : Relégué de deuxième division

1. ↑  Le FK Stavropol est dissous à l'issue de la saison.
2. 1 2  Le FK Volgograd et le Rotor Volgograd fusionnent à l'issue de la saison.
3. ↑  Le Stavropolié-2009 Stavropol fusionne avec le Dinamo Stavropol à l'issue de la saison.
4. ↑  Le Rotor Volgograd se retire de la compétition à l'issue de la vingt-deuxième journée[4]. Tous ses matchs restants sont comptabilisés comme des défaites sur tapis-vert sur le score de 3-0 en faveur de l'adversaire.
5. ↑  Le FK Abinsk est exclu de la compétition à l'issue de la quinzième journée[5]. L'intégralité de ses résultats sont annulés.

## Coupe PFL
La saison 2009 voit se jouer la septième édition de la coupe PFL à la fin de la saison durant le mois de novembre. Celle-ci regroupe les vainqueurs de chaque groupe au sein d'une poule unique et les voit s'affronter chacun une fois sur terrain neutre, au stade Loujniki de Moscou. Le premier au classement à l'issue du tournoi est désigné champion de la troisième division et se voit remettre le trophée de la coupe PFL.
Le Mordovia Saransk remporte la compétition et est désigné champion de la troisième division.
| Rang | Équipe                   | Pts | J | G | N | P | Bp | Bc | Diff |  | Résultats (▼ dom., ► ext.) | MOR | AVA | DIN | JEM | IRT |
| ---- | ------------------------ | --- | - | - | - | - | -- | -- | ---- |  | -------------------------- | --- | --- | --- | --- | --- |
| 1    | Mordovia Saransk         | 8   | 4 | 2 | 2 | 0 | 5  | 3  | +2   |  | Mordovia Saransk           |     | 1-1 |     |     | 1-0 |
| 2    | Avangard Koursk          | 5   | 4 | 1 | 2 | 1 | 5  | 3  | +2   |  | Avangard Koursk            |     |     |     | 3-0 | 1-2 |
| 3    | Dinamo Saint-Pétersbourg | 5   | 4 | 1 | 2 | 1 | 4  | 5  | -1   |  | Dinamo Saint-Pétersbourg   | 2-2 | 0-0 |     |     |     |
| 4    | Jemtchoujina Sotchi      | 4   | 4 | 1 | 1 | 2 | 4  | 5  | -1   |  | Jemtchoujina Sotchi        | 0-1 |     | 3-0 |     |     |
| 5    | Irtych Omsk              | 4   | 4 | 1 | 1 | 2 | 3  | 5  | -2   |  | Irtych Omsk                |     |     | 0-2 | 1-1 |     |